# Memorial Rik Van Steenbergen 2005
Il Memorial Rik Van Steenbergen 2005, quindicesima edizione della corsa, valido come evento dell'UCI Europe Tour 2005 categoria 1.1, si svolse il 7 settembre 2005 per un percorso di 200 km. Fu vinto dal francese Jean-Patrick Nazon, che terminò la gara in 4h17'39" alla media di 46,57 km/h.
Dei 146 ciclisti alla partenza furono in 50 a portare a termine il percorso.

## Classifica (Top 10)
| Pos. | Corridore          | Squadra         | Tempo    |
| ---- | ------------------ | --------------- | -------- |
| 1    | Jean-Patrick Nazon | AG2R Prévoy.    | 4h17'39" |
| 2    | Wim De Vocht       | Davitamon-Lotto | a 30"    |
| 3    | Jens Renders       | MrBookmaker     | s.t.     |
| 4    | André Greipel      | Wiesenhof       | a 38"    |
| 5    | Wouter Weylandt    | Quick Step      | s.t.     |
| 6    | Ludo Dierckxsens   | Landbouwkred.   | s.t.     |
| 7    | Erki Pütsep        | AG2R Prévoy.    | s.t.     |
| 8    | Geert Omloop       | MrBookmaker     | s.t.     |
| 9    | Kevin Van Impe     | Choc. Jacques   | s.t.     |
| 10   | Evert Verbist      | Profel          | s.t.     |